# Beaver Hills
Beaver Hills är kullar i Kanada. De ligger i provinsen Saskatchewan, i den sydöstra delen av landet, 2 100 km väster om huvudstaden Ottawa.
Trakten runt Beaver Hills består till största delen av jordbruksmark. Trakten runt Beaver Hills är nära nog obefolkad, med mindre än två invånare per kvadratkilometer.